# قيمة إنجابية (علم النفس الاجتماعي)
القيمة الإنجابية (RV) مصطلح يُستخدم في علم النفس الاجتماعي لوصف مستوى جاذبية السيدات. وتقدم نظرية القيمة الإنجابية آلية يستخدمها الرجال دون قصد عند «البحث» عن شريكة الحياة. ويتحدد مستوى القيمة الإنجابية بعدة أشياء، مثل:
- معلومات عن الجانب الوراثي، أي جودة النمط الجيني للشريكة المحتملة. (وهذا، بلا شك، العامل الأهم في هذه النظرية)
- الحالة الاجتماعية، أي الدخل المكتسب لشريكة الحياة المحتملة أو استقرارها الاجتماعي.
- أمور أخرى عديدة، مثل النتائج أو الإنجازات التي تحققها الشريكة المحتملة.

من الواضح الآن أنه كلما زادت القيمة الإنجابية، زادت جاذبية المرأة. وقد يثير ذلك التساؤلات عما إذا كانت هناك آلية مشابهة لدى السيدات عند اختيار الرجل. رغم أن العديد من الأبحاث تُجرَى حاليًا على هذا الموضوع، فإن القدرة على اكتساب الموارد يُعرَف بأنه العامل المقابل للقيمة الإنجابية لدى الجنس الآخر.